# Edwardskromme
In de wiskunde is een Edwardskromme een soort elliptische kromme. Edwardskrommen werden geïntroduceerd door Harold M. Edwards in 2007. Het concept van elliptische krommen over een eindig lichaam wordt veel gebruikt in de cryptografie. Deze toepassingen van Edwardskrommen in cryptografie zijn voornamelijk ontworpen door Bernstein en Lange: zij toonden aan dat de Edwardsvorm enkele voordelen heeft ten opzichte van de bekende Weierstrassvorm. Versleutelingen gebaseerd op elliptische krommen zijn in opkomst binnen de cryptografie, omdat ze sneller kunnen plaatsvinden.

## Definitie

Edwardskromme met vergelijking x^{2} + y^{2} = 1 − d ·x^{2}·y^{2} over de reële getallen voor d = 300 (rood), d = √8 (geel) en d = −0.9 (blauw)

De vergelijking behorende bij een Edwards kromme over een lichaam K welke niet karakteristiek 2 heeft is:
{\displaystyle x^{2}+y^{2}=1+dx^{2}y^{2}\,}
voor een scalar {\displaystyle d\in K\setminus \{0,1\}}.
Verder wordt de volgende vorm met parameters c en d ook een Edwardskromme genoemd:
{\displaystyle x^{2}+y^{2}=c^{2}(1+dx^{2}y^{2})\,}
waarbij c, d ∈ K met cd(1 − c4·d) ≠ 0.
Zonder verlies van algemeenheid kan men elliptische krommen, geschreven in de vorm van een Edwardskromme, definiëren met c = 1, en we zullen dat vanaf hier dan ook aannemen.

## Operaties op punten van een Edwardskromme
Het is mogelijk verschillende operaties uit te voeren op de punten van een elliptische kromme, zoals optelling, vermenigvuldiging, etc. Zo ook op de punten van een Edwardskromme, al gaat het hier iets anders in zijn werk. In de volgende secties zal steeds een operatie worden uitgelegd en voorgedaan aan de hand van een uitgewerkt voorbeeld.

### Sommeren/Optellen

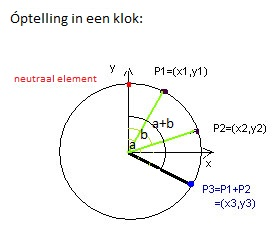
Cirkel met radius 1 (Klok)

Op een Edwardskromme is het, net als op iedere andere elliptische kromme, mogelijk punten op te tellen om op deze manier een ander punt te krijgen dat ook op de kromme ligt.
Om het concept van optelling van punten op een kromme beter te begrijpen, is het nuttig eens te kijken naar het voorbeeld van punten op een cirkel met straal 1.
Neem de cirkel met straal 1,
{\displaystyle {\displaystyle }x^{2}+y^{2}=1}
en neem twee punten op deze cirkel: P1=(x1,y1), P2=(x2,y2). Laat a en b hoeken zijn zodanig dat:
{\displaystyle P_{1}=(x_{1},y_{1})=(\sin {a},\cos {a})}
{\displaystyle P_{2}=(x_{2},y_{2})=(\sin {b},\cos {b})}
De som van P1 en P2 wordt gegeven door de som van hun hoeken. Oftewel, het punt P3=P1+P2 is een punt op de cirkel met coördinaten (x3,y3), waar
{\displaystyle {\displaystyle }x_{3}=\sin(a+b)=\sin {a}\cos {b}+\sin {b}\cos {a}=x_{1}y_{2}+x_{2}y_{1}}
{\displaystyle {\displaystyle }y_{3}=\cos(a+b)=\cos {a}\cos {b}-\sin {a}\sin {b}=y_{1}y_{2}-x_{1}x_{2}.}
Op deze manier wordt de formule voor het optellen van twee punten op de cirkel met radius 1 gelijk aan:
{\displaystyle {\displaystyle }(x_{1},y_{1})+(x_{2},y_{2})=(x_{1}y_{2}+x_{2}y_{1},y_{1}y_{2}-x_{1}x_{2})}.
Wanneer we hetzelfde willen doen voor twee punten op een Edwardskromme ((x1, y1) en (x2, y2)), is het resultaat een ander punt op de Edwardskromme, met coördinaten
{\displaystyle (x_{1},y_{1})+(x_{2},y_{2})=\left({\frac {x_{1}y_{2}+y_{1}x_{2}}{1+dx_{1}x_{2}y_{1}y_{2}}},{\frac {y_{1}y_{2}-x_{1}x_{2}}{1-dx_{1}x_{2}y_{1}y_{2}}}\right)\,}
Het neutrale element van deze optelling is (0,1). De inverse van een punt (x1y1) is (−x1y1).
Wanneer d geen kwadraat is in K, zijn er geen uitzonderingen op de regel: de noemers 1 + dx1x2y1y2 en 1 − dx1x2y1y2 zijn altijd ongelijk aan nul. Daarom is de Edwardsoptelling volledig, wanneer d geen kwadraat is in K. Dit betekent dat de formules werken voor elk paar van punten op de Edwardskromme, zonder uitzonderingen. In andere woorden, deze optelling is goed gedefinieerd voor alle paren van punten op de Edwardskromme over K en het resultaat is de som van de twee ingegeven punten. 
Als d wel een kwadraat is in K, dan zijn er wel uitzonderingspunten te bedenken voor de operatie. Dat wil zeggen, er kunnen paren van punten (x1, y1) en (x2, y2) zijn waar 1 + dx1x2y1y2 = 0 of 1 − dx1x2y1y2 = 0.
Voorbeeld van optelling:
Neem de elliptische curve in de Edwards vorm met d=2,
{\displaystyle {\displaystyle }x^{2}+y^{2}=1+2x^{2}y^{2}},
en het punt {\displaystyle P_{1}=(1,0)} op deze kromme. Het is mogelijk te bewijzen dat de som van P1met het neutrale element (0,1) opnieuw P1 geeft. Gebruikmakend van de hierboven gegeven formule, worden de coördinaten van het nieuwe punt:
{\displaystyle x_{3}={\frac {x_{1}y_{2}+y_{1}x_{2}}{1+dx_{1}x_{2}y_{1}y_{2}}}=1}
{\displaystyle y_{3}={\frac {y_{1}y_{2}-x_{1}x_{2}}{1-dx_{1}x_{2}y_{1}y_{2}}}=0}
wat dus inderdaad opnieuw het punt P1 geeft.

### Verdubbeling
Verdubbeling kan gedaan worden met precies dezelfde formule als optelling.
Verdubbeling is het geval van optelling waarin de punten (x1, y1) en (x2, y2) hetzelfde zijn. Aangezien (x1, y1) op de Edwards kromme ligt, kun je de coëfficiënten d als volgt vervangen met (x12 + y12 − 1)/x12y12:
{\displaystyle {\begin{aligned}2(x_{1},y_{1})&=(x_{1},y_{1})+(x_{1},y_{1})\\[6pt]2(x_{1},y_{1})&=\left({\frac {2x_{1}y_{1}}{1+dx_{1}^{2}y_{1}^{2}}},{\frac {y_{1}^{2}-x_{1}^{2}}{1-dx_{1}^{2}y_{1}^{2}}}\right)\\[6pt]&=\left({\frac {2x_{1}y_{1}}{x_{1}^{2}+y_{1}^{2}}},{\frac {y_{1}^{2}-x_{1}^{2}}{2-x_{1}^{2}-y_{1}^{2}}}\right)\end{aligned}}}
Voorbeeld van verdubbeling
Neem opnieuw de elliptische curve in de Edwards vorm met d=2
{\displaystyle {\displaystyle }x^{2}+y^{2}=1+2x^{2}y^{2}}
en het punt P1=(1,0). De coördinaten van het punt 2P1 zijn:
{\displaystyle x_{3}={\frac {2x_{1}y_{1}}{1+dx_{1}^{2}y_{1}^{2}}}=0}
{\displaystyle y_{3}={\frac {y_{1}^{2}-x_{1}^{2}}{1-dx_{1}^{2}y_{1}^{2}}}=-1}
Het punt verkregen met verdubbeling van P1 is dus P3=(0,-1).

### Verdrievoudiging
Verdrievoudiging kan gedaan worden, door het punt eerst te verdubbelen en het resultaat hiervan dan op te tellen bij het punt zelf. Dit resulteert dan in de volgende formule:
{\displaystyle 3(x_{1},y_{1})=\left({\frac {(x_{1}^{2}+y_{1}^{2})-(2y_{1})^{2}}{4(x_{1}^{2}-1)x_{1}^{2}-(x_{1}^{2}-y_{1}^{2})^{2}}}x_{1},{\frac {(x_{1}^{2}+y_{1}^{2})-2(x_{1})^{2}}{-4(y_{1}^{2}-1)y_{1}^{2}+(x_{1}^{2}-y_{1}^{2})^{2}}}y_{1}\right).\,}
Voorbeeld van verdrievoudiging
Gegeven de Edwards kromme met d=2, verdrievoudiging van het punt P1=(1,0), geeft het punt 3P1 met coördinaten:
{\displaystyle x_{3}={\frac {(x_{1}^{2}+y_{1}^{2})-(2y_{1})^{2}}{4(x_{1}^{2}-1)x_{1}^{2}-(x_{1}^{2}-y_{1}^{2})^{2}}}x_{1}=-1}
{\displaystyle y_{3}={\frac {(x_{1}^{2}+y_{1}^{2}-2(x_{1})^{2}}{-4(y_{1}^{2}-1)y_{1}^{2}+(x_{1}^{2}-y_{1}^{2})^{2}}}y_{1}=0}
Dus, 3P1=(-1,0)=P-1. Hetzelfde resultaat wordt gevonden via het verdubbelings-voorbeeld: 2P1=(0,1), dus 3P1 = 2P1 + P1 = (0,-1) + P1 = -P1.

### Het berekenen van de orde
De orde van een punt op de Edwards kromme, is het aantal keer dat je het punt bij zichzelf moet optellen om het neutrale element te krijgen als uitkomst, plus 1. Het neutrale element is (0,1).
Het punt (0,-1), heeft bijvoorbeeld orde 2. Dit betekent dat dit punt 1x bij zichzelf optellen, het neutrale element (0,1) als uitkomst heeft, oftewel: 2(0,-1)=(0,1). Nog een eenvoudiger voorbeeld is de orde van het neutrale element zelf, deze is uiteraard 1. 
Wanneer je op zoek bent naar de orde van een willekeurig punt op de Edwards kromme, kun je dit op twee manieren aanpakken.
1. Je kunt het punt bij zichzelf optellen en kijken of dit resulteert in het neutrale punt. Wanneer dit niet zo is, te je bij de uitkomst opnieuw het punt op. Dit doe je totdat het resultaat, je neutrale element is. Het aantal bewerkingen dat je hebt gedaan plus 1, geeft je de orde van het punt.
2. In sommige gevallen kun je de situatie ook voor jezelf visualiseren met behulp van het eerder gegeven voorbeeld van de klok. Welke hoek maakt het punt met het neutrale element en hoe vaak moet ik deze hoek nemen om voor het eerst een geheel veelvoud van 360 graden te krijgen?

Voorbeeld van het berekenen van de orde
We gaan met beide hierboven beschreven manieren, de orde bepalen van het punt P1=(1,0), op de Edwards kromme 
{\displaystyle x^{2}+y^{2}=1+2x^{2}y^{2}\,}
We beginnen met de eerste beschreven methode:
Eerder hebben we dit punt al verdubbeld en verdrievoudigd, wat beide resulteerde in een punt ongelijk aan het neutrale element. De verdrievoudiging leverde:
{\displaystyle x_{3}={\frac {(x_{1}^{2}+y_{1}^{2})-(2y_{1})^{2}}{4(x_{1}^{2}-1)x_{1}^{2}-(x_{1}^{2}-y_{1}^{2})^{2}}}x_{1}=-1}
{\displaystyle y_{3}={\frac {(x_{1}^{2}+y_{1}^{2}-2(x_{1})^{2}}{-4(y_{1}^{2}-1)y_{1}^{2}+(x_{1}^{2}-y_{1}^{2})^{2}}}y_{1}=0}
Dus, 3P1=(-1,0). We gaan hier opnieuw het punt P1=(1,0) bij optellen.
Met behulp van de formule voor optelling, krijgen we:
{\displaystyle x_{4}={\frac {x_{1}y_{3}+y_{1}x_{3}}{1+dx_{1}x_{3}y_{1}y_{3}}}=0}
{\displaystyle y_{4}={\frac {y_{1}y_{3}-x_{1}x_{3}}{1-dx_{1}x_{3}y_{1}y_{3}}}=1}
Hieruit volgt dat 4P1=(0,1), wat gelijk is aan het neutrale element.
We kunnen dus concluderen dat de orde van het punt P1=(1,0) gelijk is aan 4.
Een goede check is, of we met de tweede beschreven methode hetzelfde resultaat vinden:
Het punt P1=(1,0), maakt een hoek van 90 graden met het neutrale element. 90 graden past precies 4 keer in 360 graden. Hieruit kunnen we concluderen dat de orde van het punt P1=(1,0), gelijk is aan 4. Dit komt overeen met wat we eerder vonden.

## Omschrijven van een Edwards kromme, naar een Montgomery kromme
Kies {\displaystyle K} een lichaam met een karakteristiek anders dan 2.
Een elliptische kromme in de Montgomery vorm is
{\displaystyle M_{A,B}}:  {\displaystyle Bv^{2}=u^{3}+Au^{2}+u}
met {\displaystyle A\in K\backslash \{-2,2\}}, {\displaystyle B\in K\backslash \{0\}}
Kies {\displaystyle E_{a,d}} een elliptische kromme in de (gedraaide) Edwards vorm:
{\displaystyle E_{a,d}\ :\ ax^{2}+y^{2}=1+dx^{2}y^{2},\,}
met {\displaystyle a,d\in K\backslash \{0\}}, {\displaystyle a\neq d}.
Dan is de elliptische kromme in (gedraaide) Edwards vorm {\displaystyle E_{a,d}} te schrijven als een elliptische kromme in de Montgomery vorm {\displaystyle M_{A,B}} waarin {\displaystyle A={\frac {2(a+d)}{a-d}}} en {\displaystyle B={\frac {4}{a-d}}}.
De map is als volgt:
{\displaystyle \psi \,:\,E_{a,d}\rightarrow M_{A,B}}
{\displaystyle (x,y)\mapsto (u,v)=\left({\frac {1+y}{1-y}},{\frac {1+y}{(1-y)x}}\right)}
met inverse:
{\displaystyle \psi ^{-1}}: {\displaystyle M_{A,B}\rightarrow E_{a,d}}
{\displaystyle (u,v)\mapsto (x,y)=\left({\frac {u}{v}},{\frac {u-1}{u+1}}\right)}

## Omschrijven van een Edwards kromme, naar een Weierstrass kromme
Elke elliptische kromme is birationaal equivalent met een elliptische kromme in Weierstrass vorm. Als K eindig is, dan kan een noemenswaardig deel van alle elliptische krommen over K, geschreven worden als een Edwards kromme en door middel van de hierboven beschreven omschrijving, dus als een Weierstrass kromme.
Neem de betreffende Edwards kromme en schrijf hem eerst in de Montgomery vorm zoals hierboven beschreven.
Dit resulteert in een elliptische kromme in de Montgomery vorm:
{\displaystyle M_{A,B}}:  {\displaystyle By^{2}=x^{3}+Ax^{2}+x},
Deze kan dan op de volgende manier in Weierstrass vorm geschreven worden:
Deel elke term van de vergelijking voor {\displaystyle M_{A,B}} door {\displaystyle B^{3}} en substitueer de variablene x en y, met {\displaystyle u={\frac {x}{B}}} en {\displaystyle v={\frac {y}{B}}}. Dit resulteert in:
{\displaystyle v^{2}=u^{3}+{\frac {A}{B}}u^{2}+{\frac {1}{B^{2}}}u}.
Om vanuit hier een  Weierstrass vorm te bereiken, is het belangrijk u te vervangen met de variabele {\displaystyle t-{\frac {A}{3B}}}:
{\displaystyle v^{2}=\left(t-{\frac {A}{3B}}\right)^{3}+{\frac {A}{B}}\left(t-{\frac {A}{3B}}\right)^{2}+{\frac {1}{B^{2}}}\left(t-{\frac {A}{3B}}\right)};
Uiteindelijk geeft dit de vergelijking in Weierstrass vorm:
{\displaystyle v^{2}=t^{3}+\left({\frac {3-A^{2}}{3B^{2}}}\right)t+\left({\frac {2A^{3}-9A}{27B^{3}}}\right)}.